# Hohenbrunn
Hohenbrunn település Németországban, azon belül Bajorországban. Lakosainak száma 9018 fő (2023. december 31.). Hohenbrunn Höhenkirchen-Siegertsbrunn, Brunnthal, Ottobrunn, Putzbrunn, Grasbrunn és Taufkirchen községekkel határos.

## Népesség
A település népessége az elmúlt években az alábbi módon változott:
| Lakosok száma | 327  | 2777 | 6243 | 6283 | 8577 | 8767 | 8857 | 8888 | 8804 | 9018 |
|               | 1875 | 1950 | 1975 | 1987 | 2012 | 2014 | 2016 | 2017 | 2021 | 2023 |